# Herdwangen-Schönach
Herdwangen-Schönach ist eine Gemeinde im Süden des baden-württembergischen Landkreises Sigmaringen in Deutschland.

## Geographie

### Geographische Lage
Die Gemeinde Herdwangen-Schönach liegt rund zwölf Kilometer nördlich des Bodensees, auf einem Höhenzug im Oberen Linzgau, zwischen den Städten Pfullendorf im Norden und Überlingen im Süden.
Der Ortsteil Aftholderberg liegt auf der Europäischen Hauptwasserscheide: Die Firstlinie des Satteldaches der St.-Eulogius-Kirche scheidet hier das Wasser. Wasser von der Südseite des Daches fließt dem Rhein zu und somit in den Atlantik. Das Wasser der nördlichen Dachseite läuft der Donau entgegen, zum Schwarzen Meer.

### Ausdehnung des Gebiets
Die Gemarkungsfläche Herdwangen-Schönachs umfasst rund 3652 Hektar.

### Nachbargemeinden
Pfullendorf und Wald (beide im Landkreis Sigmaringen), Hohenfels und Stockach (beide im Landkreis Konstanz), Owingen, Heiligenberg und Frickingen (alle drei im Bodenseekreis).

### Gemeindegliederung
Die Gemeinde besteht aus den Ortsteilen Großschönach (mit dem Dorf Großschönach, den Weilern Adriatsweiler, Aftholderberg, Egg, Hub(en)mühle, Kleinschönach, Lautenbach und Sohl, dem Gehöft Tobelhof und dem Haus Ziegelei), Herdwangen (mit den Dörfern Herdwangen und Ebratsweiler, den Weilern Alberweiler, Mühlhausen, Schwende, Vorstatt und Waldhof und den Häusern Berger, Im Bächle, Im Heidebühl, Im Öschle, Im Schmalzbühl, Im Götzenfurt, Seelengeiger und Wollreute) und Oberndorf (mit den Weilern Oberndorf, Breitenerlen, Heggelbach und Waldsteig).
| Wappen       | Wohnbezirk   | Einwohner (Stand: 31. Dez. 2010) | Fläche Hektar |
| ------------ | ------------ | -------------------------------- | ------------- |
| Herdwangen   | Herdwangen   | 1393                             | ?             |
| Großschönach | Großschönach | 1674                             | ?             |
| Oberndorf    | Oberndorf    | 189                              | 722           |

### Schutzgebiete
Herdwangen-Schönach hat im Norden des Gemeindegebiets einen Anteil am Naturschutzgebiet Ruhestetter Ried, welches gleichzeitig zum FFH-Gebiet Riede und Gewässer bei Mengen und Pfullendorf gehört.

## Geschichte

### Gemeindefusion
Herdwangen-Schönach ist eine Gemeinde, bestehend aus den beiden ehemals badischen Gemeinden Herdwangen und Großschönach im Bezirk Pfullendorf, sowie der hohenzollerischen Gemeinde Oberndorf. Im Dritten Reich wurden die badischen Bezirksämter Pfullendorf und Überlingen zum neugebildeten Landkreis Überlingen zusammengeführt. Mit der Kreisreform in Baden-Württemberg 1973 kamen die drei Gemeinden zum Landkreis Sigmaringen. Am 1. Juli 1974 wurde im Zuge der Gemeindereform aus den drei Gemeinden Großschönach, Herdwangen und Oberndorf die neue Gemeinde Herdwangen-Schönach gebildet.

### Einwohnerentwicklung
| Jahr | Einwohner |
| ---- | --------- |
| 1961 | 1556      |
| 1970 | 1666      |
| 1991 | 2648      |
| 1995 | 2888      |
| 2005 | 3276      |
| 2010 | 3327      |
| 2015 | 3412      |
| 2020 | 3498      |

Von den 1556 Einwohnern im Jahr 1961 lebten in Großschönach 587, in Herdwangen 782 und in Oberndorf 187.

Von den 1666 Einwohnern im Jahr 1970 lebten in Großschönach 665, in Herdwangen 819 und in Oberndorf 182.

## Politik

### Gemeinderat
In Herdwangen-Schönach wurde der Gemeinderat nach dem Verfahren der unechten Teilortswahl bis zur Wahl 2019 gewählt, am 20. Juni 2023 wurde diese Klausel abgeschafft. Die Kommunalwahl am 9. Juni 2024 führte zu folgendem Endergebnis. Die Wahlbeteiligung lag bei 64,5 % (2019: 62,9 %). Der Gemeinderat besteht aus den gewählten ehrenamtlichen Gemeinderäten und dem Bürgermeister als Vorsitzendem. Der Bürgermeister ist im Gemeinderat stimmberechtigt.
| Partei / Liste | Stimmenanteil | Sitze | Vergleich             |
| Bürgerliste    | 61,8 %        | 7     | -                     |
| CDU            | 38,2 %        | 5     | 2019: 32,7 %, 4 Sitze |

### Bürgermeister
Am 20. Dezember 2009 wurde Ralph Gerster aus Blumberg mit absoluter Mehrheit von 50,7 Prozent der abgegebenen Stimmen im ersten Wahlgang zum Bürgermeister von Herdwangen-Schönach gewählt. Gerster trat die Nachfolge von Lothar Riebsamen an, der im Oktober 2009 nach 19 Jahren als Bürgermeister für die CDU in den Bundestag wechselte. Zum 1. Februar 2010 übernahm Gerster die Amtsgeschäfte von Bürgermeisterstellvertreter Markus Blender. Offizielle Amtseinführung war der 8. Februar 2010. Am 5. November 2017 wurde er erneut zum Bürgermeister gewählt; als einziger Kandidat erhielt er 90,2 Prozent der Stimmen. Am 23. Oktober 2022 wurde Gerster zum Bürgermeister von Pfullendorf gewählt. Das Bürgermeisteramt in Herdwangen-Schönach hatte er bis zum 12. Januar 2023 inne.
Bei der Bürgermeisterwahl am 26. März 2023 wurde die parteilose Agraringenieurin Alexandra Kipp mit 52,2 Prozent der Stimmen zur Bürgermeisterin gewählt. Sie trat das Amt am 8. Mai 2023 an.
- 1990–2009: Lothar Riebsamen (* 1957, CDU)
- 2010–2023: Ralph Gerster (* 1971, CDU)
- seit 2023: Alexandra Kipp (* 1983, parteilos)

### Wappen
| Wappen der Gemeinde Herdwangen-Schönach | Blasonierung: „Von Schwarz und Silber (Weiß) erhöht schräglinks geteilt, in Schwarz ein sechsstrahliger silberner (weißer) Stern und eine nach der Teilung verlaufende silberne (weiße) Leiste, in Silber (Weiß) auf grünem Hügel eine zweitürmige rote Burgruine, links oben ein sechsstrahliger schwarzer Stern.“                  |
| Wappen der Gemeinde Herdwangen-Schönach | Wappenbegründung: Die am 1. Juli 1974 durch Vereinigung gebildete Gemeinde verbindet in ihrem Schild Wappenbestandteile ihrer drei Vorgängerinnen, nämlich die Sterne von Herdwangen, die Burgruine von Großschönach und die silberne Leiste von Oberndorf. Das Landratsamt Sigmaringen hat das Wappen am 29. August 1983 verliehen. |

## Kultur und Sehenswürdigkeiten

### Museen
- Kunsthalle Kleinschönach mit acht Künstlerateliers und Ausstellungsprogramm

### Bauwerke

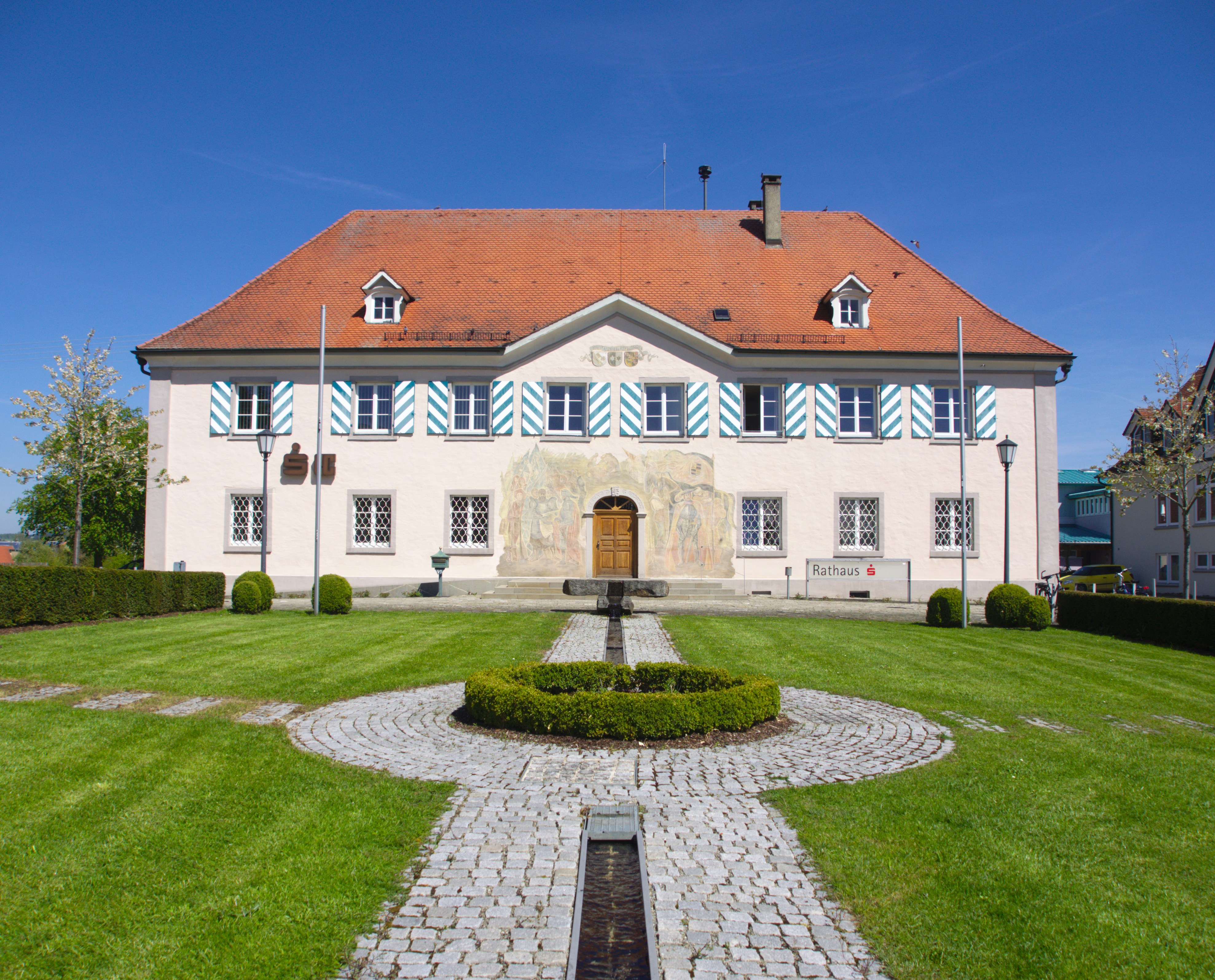
Das ehemalige Rentamt des Klosters Petershausen im Ortsteil Herdwangen, heute Rathaus der Gemeinde

- Im ehemaligen Rentamt des Klosters Petershausen ist heute das Rathaus der Gemeinde Herdwangen untergebracht.

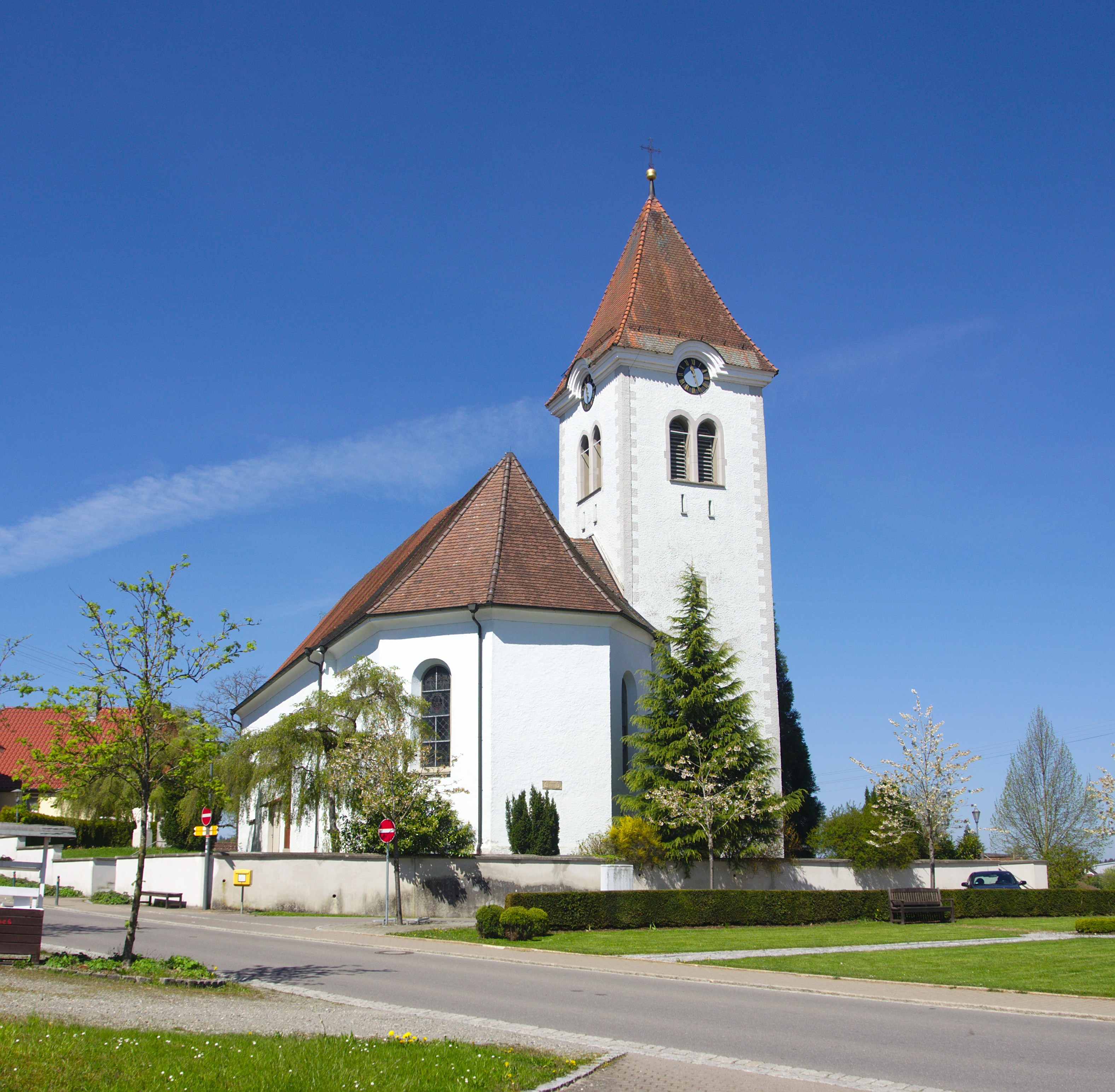
Pfarrkirche St. Petrus und Paulus

- Die Herdwanger Pfarrkirche St. Petrus und Paulus wurde im Jahr 1808 erweitert. Der Hauptaltar zeigt ein Alabasterbildnis der Kreuzigungsgruppe, Marmoraltäre mit Statuen Maria und Josef (Ursprung im Kloster Salem), sowie ein Marienzyklus aus Relief.
- Die Kirche St. Antonius in Großschönach ist dem heiligen Antonius dem Großen gewidmet. Ihr Turm stammt aus dem Jahr 1384. Er weist Staffelgiebel und Maßfenster auf.

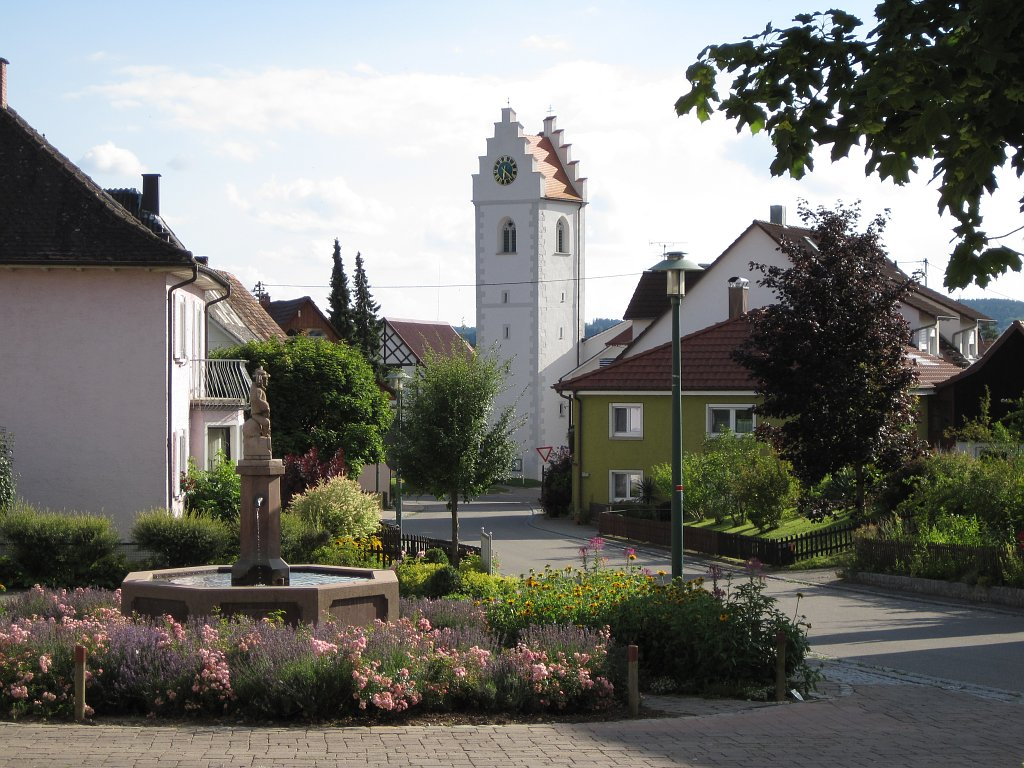
Pfarrkirche St. Antonius in Großschönach

- Die Lourdes-Grotte in Herdwangen wurde 1889 im Zuge der Volksfrömmigkeit erstellt. Sie ist ausgestattet mit einer Muttergottesstatue, einer Bernadettestatue und einem Dankaltar für Genesung.
- Die Kapelle im Ortsteil Oberndorf wurde 1871 erbaut und zeigt das Deckengemälde „Besuch Marias bei Elisabeth“.
- In Heggelbach befindet sich eine Kapelle, die ins 14. Jahrhundert datiert und wohl aus der Burg der Ritter von Heggelbach hervorgegangen ist.
- Die Kirche St. Eulogius im Ortsteil Aftholderberg wurde 1824 als Wehrkirche erbaut. Grundlage war die Gotik. Die rundgewölbte Decke mit Fresken und zwei Emporen mit rustikaler Bemalung zeugen von bäuerlicher Volkskunst. Ein Kuriosum stellt die Lage der Eulogiuskirche auf der Europäischen Hauptwasserscheide dar. Die eine Dachseite entwässert zum Rhein und die andere zur Donau.[19]
- Die Mitte des 11. Jahrhunderts erbaute Kapelle St. Wendelin und die Klause St. Benedikt auf den Resten der Burg Ramsberg liegen auf der Nachbargemarkung Hattenweiler, sind aber traditionell stärker mit Großschönach verbunden. Der Ramsberg gilt seit je her als Wallfahrtsort und ist Teil des Jakobswegs.
- In Mühlhausen befindet sich die 1894 erbaute Sebastiankapelle, in Sohl die Josef-Kapelle.
- Im Teilort Schwende ist die Kapelle St. Sebastian aus dem 18. Jahrhundert zu finden
- Das ehemalige Rathaus von Großschönach war bis zur Eingemeindung 1974 Sitz der Gemeindeverwaltung. Seit 2011 ist es selbstständige Wohngemeinschaft mit vier Bewohner der Lebens- und Arbeitsgemeinschaft Lautenbach.[20] Hierzu wurde die Außenfassade durch die Gemeinde einer Sanierung unterzogen.[21] Vor dem Gebäude befindet sich ein Brunnen mit Steinbildnis und polygonalem Becken.
- Am Herdwanger Herdenbach befanden sich früher fünf Mühlen.[22]

### Naturdenkmäler
- Das Naturschutzgebiet Ruhestetter Ried zwischen dem Walder Teilort Ruhestetten und Alberweiler ist ein Niedermoorkomplex im Ursprungsgebiet der Linzer Aach und liegt in einer eiszeitlichen Senke.
- 2009 wurde in Kleinschönach der Tonpark eröffnet. Ein stillgelegter Teil einer Tongrube wurde mit Fördermittel der Heinz Sielmann Stiftung zu einem vielfältigen Erlebnisraum umgestaltet. Er ist Beispiel einer gelungenen Renaturierung.[23] Den Mittelpunkt der Anlage bildet ein Barfußpfad. Ein kleiner und ein großer Weiher sowie eine Brutwand für den bedrohten Bienenfresser bieten einen wertvollen Lebensraum für Tiere und Pflanzen.[24]

### Sport
- Der Faustball-Club Herdwangen-Schönach e.V. war bei seiner Gründung im Jahre 1977 der erste Verein, der den Namen der Gesamtgemeinde trug. Die größten Erfolge feierte der FCHS in den 1980er-Jahren, als die Mannschaft in der Verbandsliga, der damals dritthöchsten Spielklasse, aktiv war. Den größten Erfolg in der jüngeren Vergangenheit feierte der Verein in der Hallensaison 2004/2005, als man als Dritter der Verbandsliga noch den Aufstieg in die Schwabenliga schaffte, die heute die dritthöchste Spielklasse darstellt. Seit 1997 veranstaltet der Verein jeweils im Oktober sein Eugen-Fetscher-Gedächtnisturnier im Gedenken an seinen 1995 verstorbenen Mitbegründer und langjährigen Vorsitzenden Eugen Fetscher.
- Der Sportverein Großschönach 1959 e.V. spielt 2010/2011 in der Fußball-Landesliga Südbaden, Staffel III. Die Zweite Mannschaft spielt in der Saison 2010/2011 in der Kreisliga B. Die Heimspiele finden auf dem Sportplatz Auf Schönach in Kleinschönach statt.
- Der Herdwanger Sportverein spielt in der Fußball-Kreisliga B, Staffel 5.
- Auf dem Reiterhof Spießhof finden regelmäßig Internationale Reitturniere statt.

### Regelmäßige Veranstaltungen
- Dorfhockete in Herdwangen
- Kirbefest in Großschönach
- Bergfest Aftholderberg
- Im Ortsteil Heggelbach findet alle zwei Jahre zu Pfingsten „S'Phinxtfestival“ statt, ein privat organisiertes Festival mit Livemusik, Kunst, Kabarett und Seifenkistenrennen, das 2006 zum neunten Mal stattgefunden und inzwischen überregionale Bekanntheit erlangt hat.

### Brauchtum

#### Fasnet
- Narrenverein Eselohren, Herdwangen
- Narrenverein Dreizipfelritter, Großschönach
- Narrenverein Berggeister, Aftholderberg

#### Funken
- In Aftholderberg wird am Funkensonntag ein Funken entzündet. Dieser wird bis kurz davor noch innen bewirtet. Nach dem Abbrennen findet das traditionelle „Ausbarschen“, ein regionales Würfelspiel, der Funkenringe und Landjäger statt.

#### Eulogiusritt
Zu Ehren des Kirchenpatrons St. Eulogius gibt es im Ortsteil Aftholderberg jedes Jahr jeweils am 2. Sonntag im Juli ein Patrozinium. Das Patrozinium ist eine Reiterprozession mit anschließendem Gottesdienst und Pferdesegnung. Am 8. Juli 2007 feierte der so genannte Eulogiusritt sein 150-jähriges Bestehen. Es nahmen 350 Reiter und 400 Musiker teil. Die Prozession führt von Sohl nach Aftholderberg zum Festplatz und zurück nach Sohl.

## Wirtschaft und Infrastruktur

### Verkehr

#### Busverkehr
Der öffentliche Personennahverkehr wird durch den Verkehrsverbund Neckar-Alb-Donau (NALDO) gewährleistet. Die Gemeinde befindet sich in der Wabe 448. Seit 1. Januar 2009 gehört Herdwangen-Schönach auch zum Bodensee-Oberschwaben Verkehrsverbund (bodo).

#### Radverkehr
Über eine Alltagsroute aus dem Radnetz Baden-Württemberg ist Herdwangen mit Pfullendorf und in der anderen Richtung über Owingen mit Überlingen verbunden.

### Wirtschaft
Im Jahr 2022 erzielte Herdwangen-Schönach Einnahmen aus der Gewerbesteuer in Höhe von 2,18 Millionen Euro. Mit einem Gewerbesteuerhebesatz von 340 % liegt die Gemeinde unter dem durchschnittlichen Gewerbesteuerhebesatz Deutschlands. Dieser beträgt 407 % (Stand: 2023).

### Ansässige Unternehmen
Das seit 1996 im Herdwanger Gewerbegebiet Branden ansässige Unternehmen AHWI Maschinenbau GmbH (heute: PRINOTH GmbH) erhielt im November 2008 für die Entwicklung des mechanischen Minenräumgeräts MinenWolf den Dr.-Rudolf-Eberle-Preis, den Innovationspreis des Landes Baden-Württemberg, von Wirtschaftsminister Ernst Pfister. Das 1990 gegründete Unternehmen ist heute der größte Arbeitgeber der Gemeinde. Der MinenWolf ist heute in Jordanien, Bosnien, Kroatien oder Ruanda im Einsatz. Die Vermarktung des Minenräumers wurde 2006 in die Minewolf Systems AG mit Sitz im schweizerischen Pfäffikon ausgegliedert.

### Einrichtungen
Im Ortsteil Lautenbach befindet sich die Lebens- und Arbeitsgemeinschaft Lautenbach e.V., die seit ihrer Gründung im Jahr 1970 eine integrative Dorfgemeinschaft für Menschen mit Behinderung ist.

### Bildung
- Ramsberggrundschule Großschönach
- Grundschule Herdwangen

## Persönlichkeiten

### Söhne und Töchter der Gemeinde
- Karl Stellwag (1873–1963), Vorreiter der biologischen Bodenbearbeitung.
- Franz Hermann (1904–1993) geboren in Großschönach, Theologe und Politiker (CDU), Landtagsabgeordneter, seit 1975 Träger der Verdienstmedaille des Landes Baden-Württemberg
- Emil Stehle (1926–2017), römisch-katholischer Bischof des Bistums Santo Domingo de los Colorados. Eine nach ihm benannte Straße in Herdwangen wurde umbenannt, nachdem ihm bei der Missbrauchsaufklärung der katholischen Kirche eben dieser nachgewiesen wurde.[29]
- Uwe Möhrle (* 1979), Fußball-Bundesligaprofi beim FC Augsburg

### Weitere Persönlichkeiten, die mit der Gemeinde in Verbindung stehen
- Lothar Riebsamen (* 1957 in Pfullendorf), Politiker und Bundestagsabgeordneter (CDU), zuvor langjähriger Bürgermeister der Gemeinde Herdwangen-Schönach
- Joachim Lambrecht (* 1958 in Heilbronn), freischaffender Künstler (Bildhauer und Keramiker) und Musiker mit Atelier in Großschönach
- Donata Höffer (* 1949 in Berlin), Schauspielerin und Sängerin, die in Hamburg und Herdwangen-Schönach lebt[30]